# Теорија разбијеног прозора
Теорија разбијеног прозора је криминолошка теорија која у социологији објашњава настанак и ширење вандализма у социјалном окружењу.
Социолози Џејмс К. Вилсон и Џорџ Л. Келлинг су 1982. у социологију увели ову теорију. На основу ове теорије изведене су бројне студије, а написано је и неколико научних дела која ју доказују.
Теорија разбијених прозора укратко гласи: негде у неком граду постоји зграда на којој је разбијен један или више прозора. Уколико прозоре нико не поправи и они остану разбијени, постоје велике шансе да ће вандали разбити и остале прозоре. Након одређеног времена, у ту зграду ће се и провалити, а уколико нико у њој не обитава, неко ће се временом и бесправно уселити.
Ова теорија показује се и на примеру плочника: нека особа баци смеће на улицу. Ако то смеће нико не покупи, остали људи ће почети бацати смеће, тако да ће након неког времена та локација постати сметлиштем.
Келлинг је своју теорију доказао на примеру Њујорка. Најбенигнији вид вандализма у том граду су били графити. На позив градских власти, Келлинг је одредио подземну железницу као подручје у којем се графити више неће толерисати. Након сталног чишћења графита, подземна железница се престала вандализирати на овај начин. Успех овог експеримента је подстакао каснијег градоначелника Рудолфа Ђулијанија на усвајање теорије која је била комплементарна са његовом стратегијом нулте толеранције с циљем искорењивања криминала. Нулта толеранција је подразумевала сечење криминала у корену; прекршаји попут „шверцовања“ у подземној железници, опијања или уринирања на јавном месту су се почели кажњавати максималним казнама које је закон допуштао за такву врсту прекршаја. Накнадна студија је показала како се стопа криминала у том америчком велеграду драстично смањила након увођења ових мера.